# 土屋昌吉
土屋 昌吉（つちや まさよし、天文14年〈1545年〉 - 元和9年2月16日〈1623年3月16日〉）は、 安土桃山時代から江戸時代前期の武士、旗本。通称は三郎右衛門。父は土屋昌忠。妻は戸田忠兵衛の娘。子に土屋勝正、娘（岡部吉正の妻）、娘（高井貞重の妻）がいる。甲斐武田勝頼の遺臣。

## 生涯
徳川家康に仕える前、土屋家は甲斐武田家の家臣であった。昌吉の祖父土屋昌清、父土屋昌忠は武田信玄に仕えた。昌吉は、武田勝頼につかえたが、天正10年（1582年）、織田、徳川、北条の甲州征伐により、武田勝頼は敗北し、自害した。その年の6月、本能寺の変が起こり、甲斐国が草刈り場となる中、北条勢と徳川勢の戦いになる。昌吉は、徳川の家臣ではなかったが、黒駒に侵入する北条勢と戦った。戦功をあげるも、負傷する。家康の側近であり、同じくこの合戦に参戦した鳥居元忠が、昌吉の活躍について家康に言上し、徳川家に召し抱えられることとなった。旧領甲斐国成田の50貫文、井上の18貫文の知行を宛行われるべき旨の御朱印を大久保忠隣から賜り、11月には本領安堵の御朱印を賜る。
天正12年（1584年）小牧長久手の戦い、天正18年（1590年）小田原征伐に従軍した。その後、甲斐国の知行地から武蔵国高麗郡・多摩郡、上総国長柄郡三郡に移され、410石余となる。天正19年（1591年）九戸一揆討伐のため陸奥国岩手県まで従軍。慶長5年（1600年）、御使番25人のうちに選ばれ、黄色地黒五文字の指物を賜る。元和9年（1623年）2月16日死去。享年79歳。知行地武蔵国高麗郡篠井村（現在の埼玉県狭山市笹井）宗源寺に葬られた。その後、宗源寺は、代々土屋家の葬地となった。なお、宗源寺の開基は、土屋昌吉、土屋治左衛門の2家と伝わる。